# Perfect Education 5: Amazing Story
Perfect Education 5: Amazing Story (完全なる飼育 女理髪師の恋?, Kanzen-naru shiiku - Onna rihatsushi no koi, lett. "L'educazione completa - L'amore della barbiere donna") è un film del 2003 diretto da Masahiro Kobayashi. È il quinto capitolo della serie di The Perfect Education.

## Seguiti
- Perfect Education 6 (Kanzen naru shiiku - Akai satsui), regia di Kōji Wakamatsu (2004)
- Perfect Education: Maid, for You (Kanzen-naru shiiku - Meido, for you), regia di Kenta Fukasaku (2010)
- TAP: Perfect Education (TAP 完全なる飼育, TAP Kanzen-naru shiiku), regia di Kazuki Katashima (2013)
- Perfect Education: étude (完全なる飼育 étude, Kanzen-naru shiiku - étude), regia di Takuya Kato (2020)